# Mary Davis
Pour les articles homonymes, voir Davis.
Mary Davis, née Mary Rooney le 6 août 1954 à Kinaffe, est une femme d’affaires et femme politique irlandaise.
Elle est candidate à l'élection présidentielle irlandaise de 2011 où elle arrive dernière sur les sept candidats, avec 2,7 %.